# Borne, Haute-Loire
Borne là một xã thuộc tỉnh Haute-Loire nam trung bộ nước Pháp. Xã Borne, Haute-Loire nằm ở khu vực có độ cao trung bình 745 mét trên mực nước biển.